# Erich Doflein
Erich Doflein (* 7. August 1900 in München; † 29. Oktober 1977 in Stuttgart) war ein deutscher Musikwissenschaftler und Musikherausgeber.

## Leben
Erich Doflein erhielt seine instrumentale Musikausbildung durch Max Auerbach, Heinrich Kaminski und Ernst Praetorius (1880–1946). Musikwissenschaft studierte er bei Max Schneider, Kunstgeschichte bei Wilhelm Pinder und Philosophie bei Richard Hönigswald in Breslau und München. 1924 wurde er an der Universität Breslau mit der Dissertation „Über Gestalt und Stil in der Musik“ promoviert. Er vervollständigte seine Studien bei Wilibald Gurlitt und Hermann Erpf in Freiburg.
1928 war Erich Doflein Mitbegründer eines privaten Institutes zur Ausbildung von Musiklehrern in Freiburg. Er lehrte von 1941 bis 1944 an der Musikhochschule Breslau. 1947 wurde er Professor und Gründungsdirektor der Hochschule für Musik Freiburg im Breisgau, wo er bis 1965 tätig war. Im Jahre 1948 half er bei der Gründung des Instituts für Neue Musik und Musikerziehung in Bayreuth, das später nach Darmstadt übersiedelte und dessen Präsident er von 1956 bis 1960 war.

## Werk
Erich Doflein war besonders aktiv im Bereich der Musikpädagogik. Bis zum Erscheinen der ersten Bände des Geigen-Schulwerks (1932) hatten Violinschulen vor allem aus vom jeweiligen Autor komponierten Etüden bestanden, mit nur wenigen und meist musikalisch unbedeutenden Zugaben an Stücken anderer Komponisten. Einen ersten, allerdings noch vorsichtigen Ansatz für eine Erweiterung des Übematerials hatte die Violinschule von Joseph Joachim und Andreas Moser (1905) geboten, die großenteils auf das Übematerial älterer Violinschulen zurückgriff. Erich Doflein und seine Frau Elma boten in ihrem auf sechs Bände angelegten Geigen-Schulwerk, von denen allerdings nur fünf erschienen, erstmals ein Übematerial, das in erster Linie auf tatsächlichen Kompositionen von der Renaissance bis zur Moderne beruhte. Damit wurde das Werk zum Vorbild für alle späteren Violinschulen, die auch oftmals die bewährtesten Stücke aus ihm übernahmen. Doflein regte viele der bedeutendsten Komponisten seiner Zeit zur Komposition von gehaltvoller und für Geigenschüler geeigneter Literatur an, etwa Paul Hindemith oder Béla Bartók mit seinen 44 Duos für zwei Violinen (1931). Viele von diesen Stücken erschienen im Geigen-Schulwerk oder in damit verbundenen, von Doflein herausgegebenen violinpädagogischen Sammelwerken.
Erich Doflein war der Herausgeber vieler praktisch eingerichteter Notenausgaben für verschiedene Musikverlage. Er konzentrierte sich dabei vor allem auf Erstausgaben oder erstmalige Neuausgaben der Kompositionen von bis dahin weitgehend unerforschten Komponisten.